# ثنائي البويغ
الفطر الثنائي البويغ (الاسم العلمي: Bisporella) هي جنس من الفطريات يتبع الفصيلة المسمارية من رتبة المسماريات.